# Gutschoven
Gutschoven (fr. Gossoncourt) – dzielnica (deelgemeente) gminy Heers w Belgii, w Regionie Flamandzkim, w prowincji Limburgia, w okręgu Tongeren. 1 stycznia 2020 roku liczyła 339 mieszkańców. Do 31 grudnia 1970 samodzielna gmina. 

## Demografia
Liczba mieszkańców, stan na 1 stycznia:
| Rok                | 1930 | 1947 | 1961 | 2020 |
| ------------------ | ---- | ---- | ---- | ---- |
| Liczba mieszkańców | 307  | 304  | 312  | 339  |